# Eriosyce confinis
Eriosyce confinis ist eine Pflanzenart in der Gattung Eriosyce aus der Familie der Kakteengewächse (Cactaceae). Das Artepitheton confinis bedeutet ‚angrenzend, benachbart‘. Es weist auf die Stellung der Art innerhalb der Gattung hin.

## Beschreibung
Eriosyce confinis wächst einzeln mit anfangs fast kugelförmigen, später verlängerten, grünen Trieben und erreicht Durchmesser von 6 bis 8 Zentimeter. Die Wurzel besteht aus einer kurzen Pfahlwurzel sowie Faserwurzeln. Es sind 13 bis 15, niedrige, stumpfe Rippen vorhanden, die tief gekerbt sind. Die wenig gebogenen Dornen sind gräulich braun bis gräulich schwarz. Die vier bis sieben Mitteldornen sind 2 bis 3 Zentimeter, die zehn bis zwölf Randdornen 1 bis 2,5 Zentimeter lang.
Die trichterförmigen, etwas rosafarbenen bis weißlichen Blüten besitzen einen roten Mittelstreifen und weisen einen Durchmesser von bis zu 3 Zentimeter auf. Ihr gräulich grünes Perikarpell ist mit kleinen, rötlichen Schuppen und weißer Wolle besetzt. Die roten Früchte sind fleischig und öffnen sich mit einer basalen Pore.

## Verbreitung, Systematik und Gefährdung
Eriosyce confinis ist in der chilenischen Region Atacama im Copiapó-Tal in küstennahen und tiefen Lagen verbreitet.
Die Erstbeschreibung als Pyrrhocactus confinis erfolgte 1961 durch Friedrich Ritter. Fred Kattermann stellte die Art 1994 in die Gattung Eriosyce.
In der Roten Liste gefährdeter Arten der IUCN wird die Art als „Vulnerable (VU)“, d. h. als gefährdet geführt.

## Nachweise